# 龙塞
龙塞（法語：Roncey，法語發音：[ʁɔ̃sɛ]）是法国芒什省的一个市镇，属于库唐斯区。

## 地理
龙塞（48°59'22"N, 1°20'1"W）面积12.15 平方千米，位于法国诺曼底大区芒什省，该省份为法国西北部沿海省份，西、北、东北三面环大西洋，东起顺时针与卡爾瓦多斯省、奧恩省、马耶讷省和伊勒-维莱讷省接壤。
与龙塞接壤的市镇（或旧市镇、城区）包括：蒙潘雄、格里梅尼勒、瑟尼伊圣母村、圣但尼勒加、圣但尼勒韦蒂、圣马丹德瑟尼利、谢讷河畔凯特勒维尔。

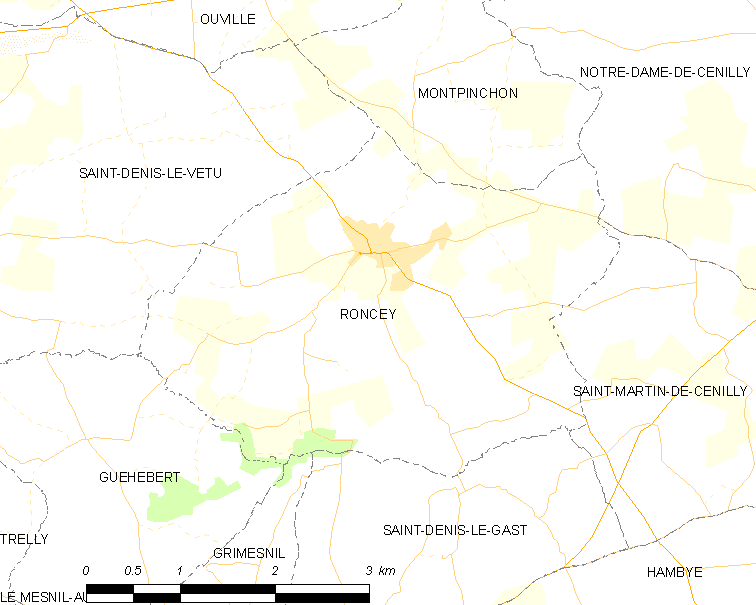
龙塞的OSM定位图

龙塞的时区为UTC+01:00、UTC+02:00（夏令时）。

## 行政
龙塞的邮政编码为50210，INSEE市镇编码为50437。

## 政治
龙塞所属的省级选区为谢讷河畔凯特勒维尔县。

## 人口

1962-2008年间龙塞人口变化图示

龙塞于2022年1月1日时的人口数量为776人。